# René Bray
René Bray, né 26 octobre 1896 à Nalliers, en Vendée, mort 1er août 1954 à Lausanne, est un romancier et essayiste français, spécialiste de la littérature baroque et classique du XVIIe siècle.

## Biographie
Ancien élève de l'École normale supérieure, René Bray enseigne à Tunis à partir de 1921. Il achève ses études en 1926 à Paris avec deux thèses sur La formation de la doctrine classique en France (1927, rééditée à Lausanne en 1931, puis à Paris en 1945, 1951 et 1983) et La Tragédie cornélienne devant la critique classique, autour de la querelle de Sophonisbe de Corneille (1927). Il enseigne à Caen jusqu'en 1928, puis à Lausanne jusqu'à sa retraite, en tant professeur de littérature française à l'Université de Lausanne.

## Œuvres principales
- René Bray, La Préciosité et les Précieux : de Thibaut de Champagne à Jean Giraudoux, Paris, Éditions Albin Michel, 1948, 406 p.[2]
- René Bray, Molière homme de théâtre, Paris, Mercure de France, 1954, 317 p. (ISBN 2-7152-1762-5), réédité en 1979, suivie d'une nouvelle édition en 1992.
- La Formation de la Doctrine classique en France, Paris, Hachette, 1927[3]
- Les fables de La Fontaine. Paris 1929, 1946
- René Bray, Chronologie du romantisme (1804–1830), Paris, Boivin, 1932, 238 p.
- Sainte-Beuve à l'académie de Lausanne. Chronique du Cours sur Port-Royal : 1837–1838. Paris/Lausanne 1937
- Boileau. L'homme et l'œuvre. Paris 1942, 1947, 1962

## Distinctions
- Commandeur de la Légion d'honneur (1953)